# Benisanet

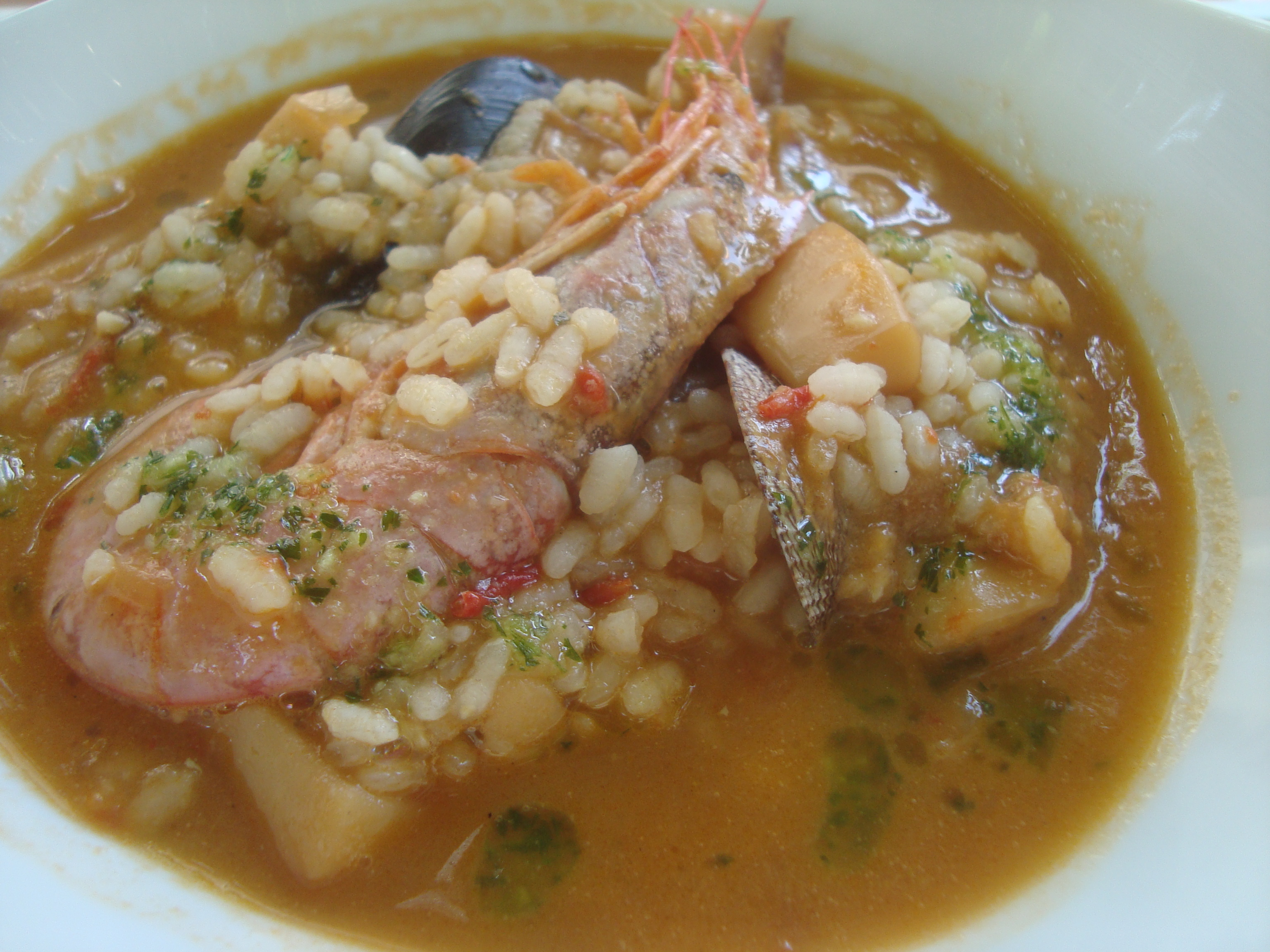
Arroz caldoso de pescado y marisco

Benisanet (oficialmente en catalán: Benissanet) es un municipio de Cataluña, España. Pertenece a la provincia de Tarragona, y está ubicado en la comarca de Ribera de Ebro, situado a la derecha del río Ebro.

## Topónimo
El origen del nombre de la localidad es árabe y significa hijos de Sanet.

## Geografía humana

### Demografía
Cuenta con una población de 1186 habitantes (INE 2024).
| Gráfica de evolución demográfica de Benisanet entre 1842 y 2021 |
| |
| Población de derecho según los censos de población del INE Población de hecho según los censos de población del INEEn estos censos se denominaba Benisanet: 1842, 1857, 1860, 1877, 1887, 1897, 1900, 1910, 1920, 1930, 1940, 1950, 1960, 1970 y 1981 |

| 1900 | 1930 | 1950 | 1970 | 1981 | 1986 | 2022 |
| ---- | ---- | ---- | ---- | ---- | ---- | ---- |
| 1901 | 1860 | 1689 | 1217 | 1148 | 1070 | 1169 |

## Referencias

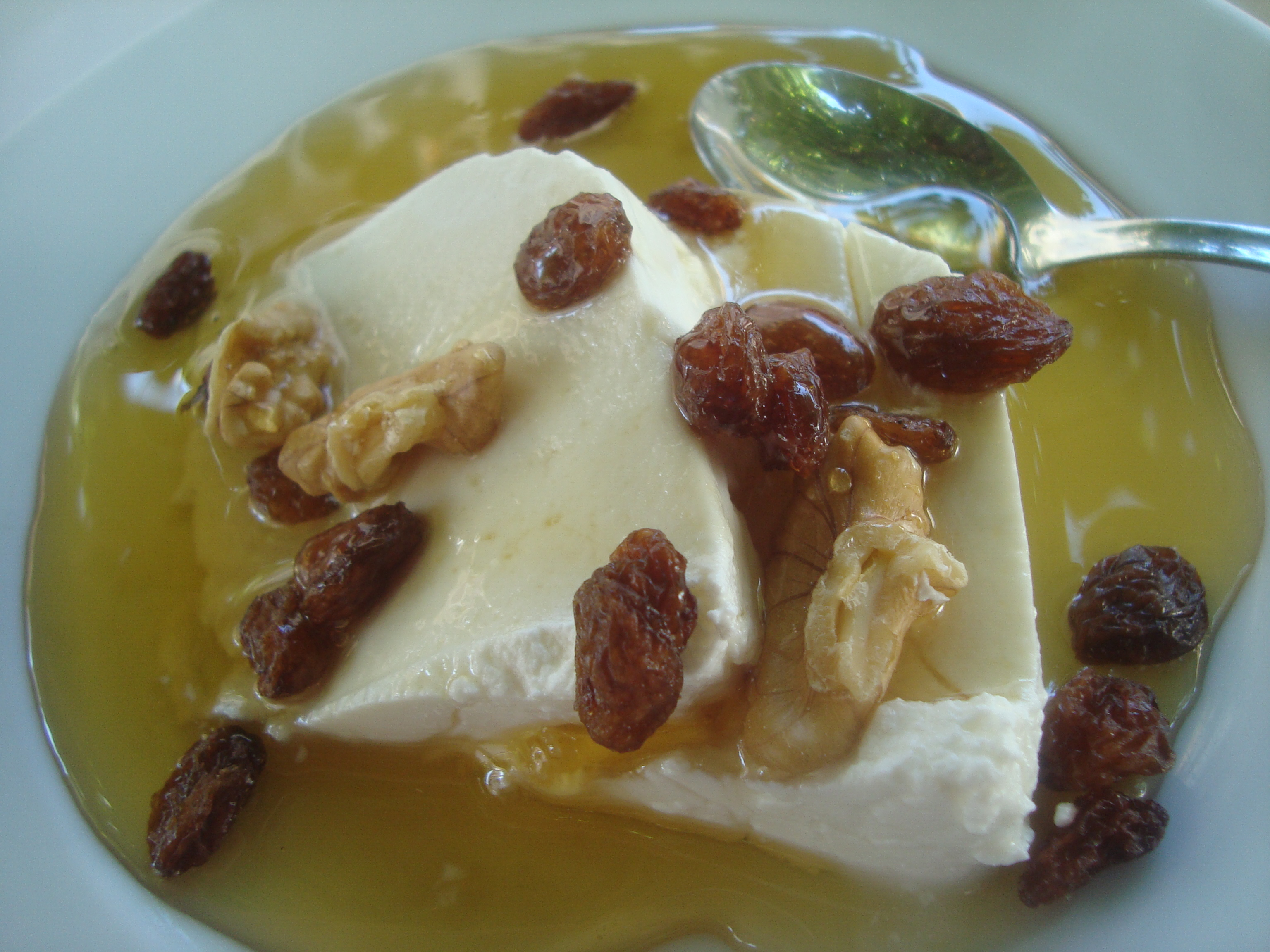
Queso Requesón con miel y frutos secos. Postre típico

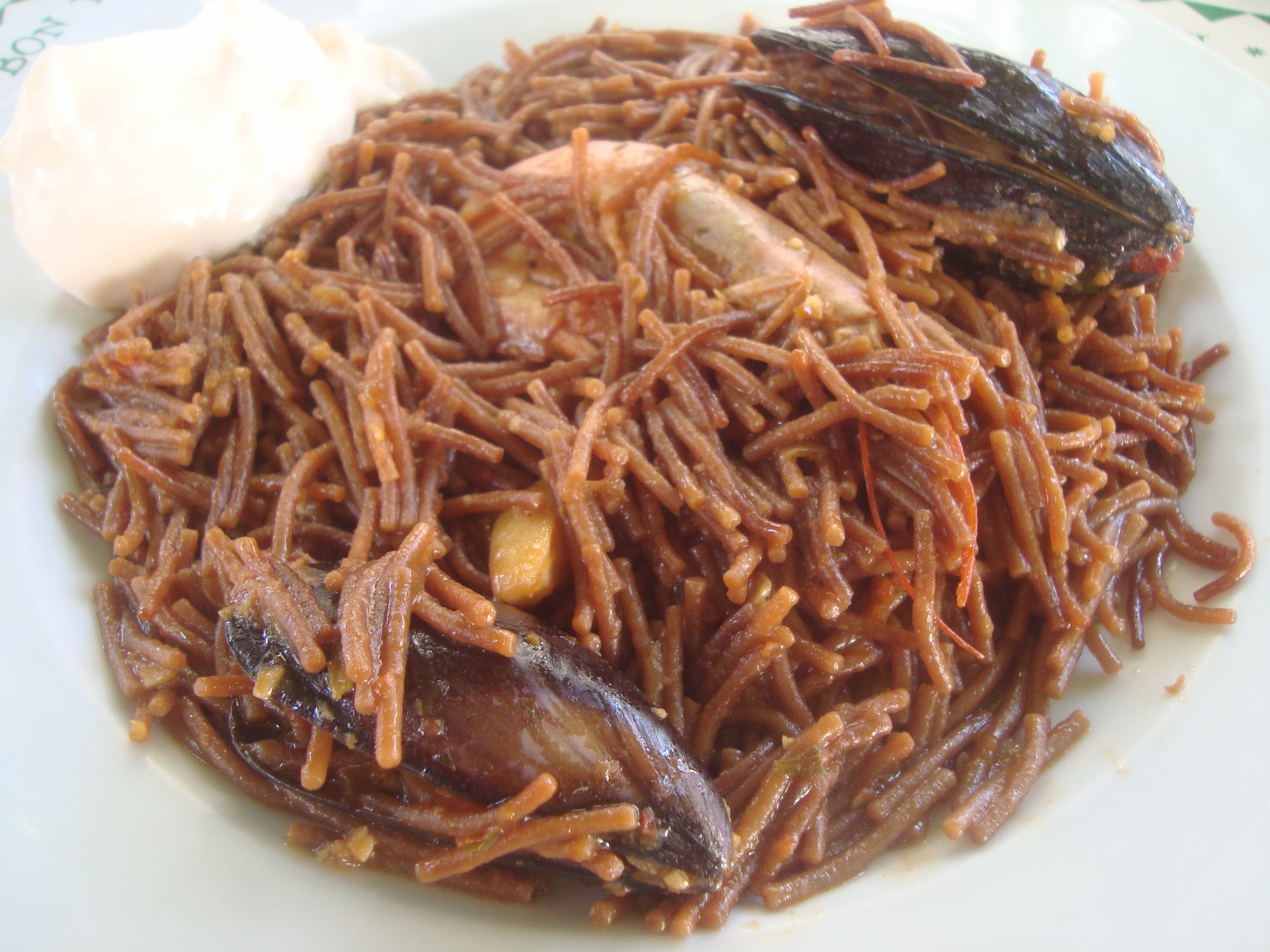
Fideuá de Benisanet